# Исламский социализм
Исла́мский социали́зм — термин, введенный различными мусульманскими исследователями и политиками. Социалисты-мусульмане полагают, что учение Корана и пророка Мухаммеда совместимо с принципами социальной справедливости, свободы и социального равенства.

## История
Многие полагают, что основателем исламского социализма можно назвать Абу Зарра аль-Гифари, сподвижника Пророка Мухаммада. Он выступал против накопления богатства правящим классом во времена халифата. Усман ибн Аффан пытался убедить его в необходимости равноправного перераспределения богатства. Некоторые исследователи исламской идеологии и хозяйства полагают, что существуют много параллелей между исламской экономикой и коммунизмом, включая такие исламские идеи, как, например, закят или джизья.

### Исламское государство всеобщего благоденствия
Такие институты как социальная помощь бедным и пенсия были введены в раннем законе Шариата в форме «закята», как один из Пяти столпов ислама, в Арабском халифате в VII веке. Это практика продолжалась вплоть до Аббасидского халифата. Налоги (в частности закят или джизья) собирались казначейством исламского правительства и использовались, чтобы обеспечить помощь нуждающимся, включая бедняков, стариков, сирот, вдов и инвалидов. Согласно исламскому юристу и философу Аль-Газали (1058—1111), правительство также делало запасы продовольствия в каждой области страны на случай, если произойдёт стихийное бедствие или голод. Халифат может таким образом считаться первым в мире государством всеобщего благоденствия или социальным государством. Также сегодня термин «Исламский социализм» часто сочетается с более широким движением, охватившим после второй мировой войны мусульманский мир, – исламским национализмом, представлявшим собой идеологию и практику национально-освободительного движения.

### Современный исламский социализм
Первая экспериментальная исламская коммуна была образована в Казани в 1917 году как часть ваисовского движения, продвигавшего советские идеи среди мусульман России. Вскоре в Казани Вахитовым и другими татарскими революционерами с этой же целью был образован Мусульманский социалистический комитет.
Муаммар Каддафи, после того, как захватил власть в Ливии в 1969 году, объявил своей идеологией исламский социализм.
Также в список известных социалистов-мусульман входят:
- Джамал-ад-Дин Афгани — один из основателей исламского модернизма и панисламизма;
- Умар Саид Чокроаминото — основоположник индонезийской школы исламского социализма, один из лидеров национально-освободительного движения;
- Тан Малака — один из лидеров коммунистического и национально-освободительного движения в Индонезии;
- Рафи Ахмед Кидвай — индийский политический деятель и член кабинета министров в 1947—1954;
- Халид Мухаммад Халид — египетский политический и социальный реформатор;
- Джалал аль-э-Ахмад — иранский социальный и политический критик;
- Мохамед Сиад Барре — сомалийский военный и политический деятель, президент Сомали в 1969—91 годах;
- Маслах Мохаммед Сиад — сомалийский военный и политический деятель, лидер Сомалийской демократической партии.

## Исламский марксизм
Исламский марксизм — термин, который был использован в книге Ассефа Баяда «Шариати и Маркс: Критика исламской критики марксизма», чтобы описать идеи иранского революционера Али Шариати. Термин также иногда используется в отношении такой группы, как Организация моджахедов иранского народа.